# Бжезиньская, Ханна
Ханна Бжезиньская (пол. Hanna Brzezińska) — польская актриса, танцовщица и певица.

## Биография
Родилась в Варшаве. Актёрское образование получила в Государственном институте театрального искусства в Варшаве, который окончила в 1934 году. Дебютировала в Национальном театре в Варшаве. После второй мировой войны выступала в спектаклях Старого театра в Кракове, пела в радиопередачах «Польского радио». Умерла в Варшаве.

## Фильмография
- 1937 — Девушки из Новолипок / Dziewczęta z Nowolipek
- 1937 — Улан князя Юзефа / Ułan Księcia Józefa
- 1938 — Вереск / Wrzos
- 1939 — Доктор Мурек / Doktór Murek